# Quận Newton, Georgia
Quận Newton là một quận trong tiểu bang Georgia, Hoa Kỳ. Quận lỵ đóng ở thành phố Covington 6. Theo điều tra dân số năm 2010 của Cục điều tra dân số Hoa Kỳ, quận có dân số 99.958 người 2.